# Casa-fàbrica Estruch
La casa-fàbrica Estruch està situada al carrer de la Reina Amàlia, 38-38 bis del barri del Raval de Barcelona. Com que no està catalogada, li correspon la categoria D (bé d'interès documental) atorgada per defecte a tots els edificis del districte de Ciutat Vella. Es tractava d'un conjunt format per un edifici d'habitatges a la cantonada amb el carrer de Sant Pau (actualment desaparegut), i alineat amb aquest, una fàbrica de pisos.

## Història

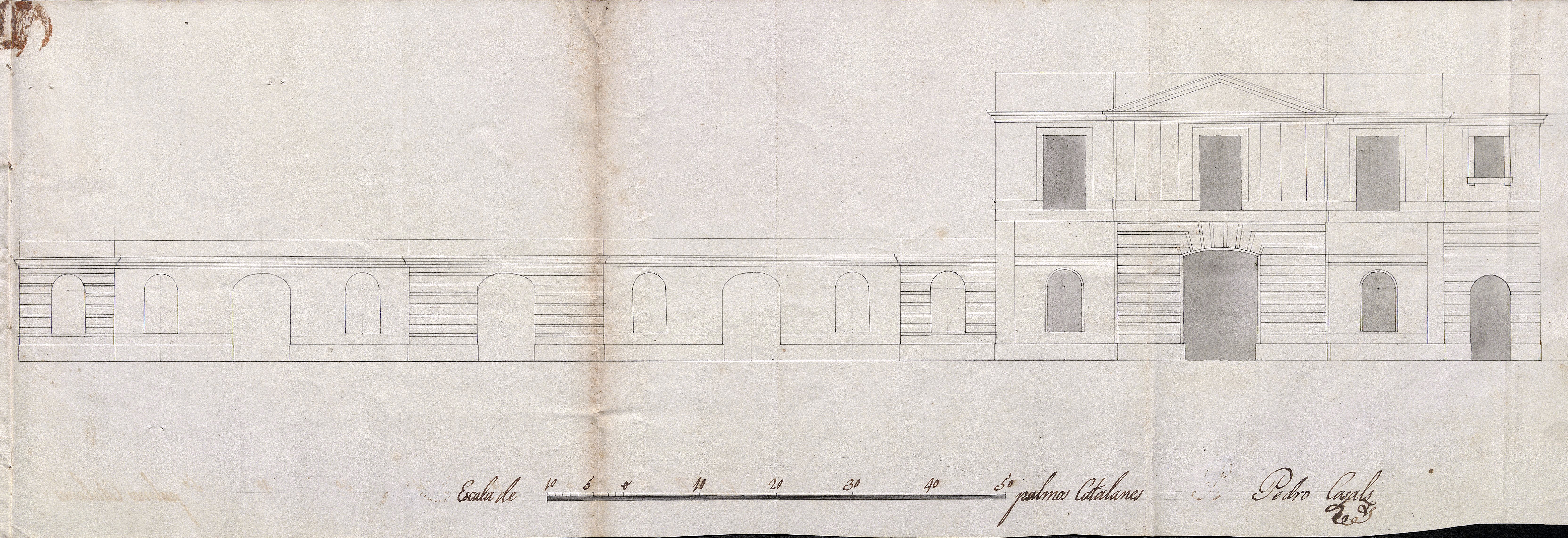
Projecte de façana de la casa de Joan Francesc Besora (1834)

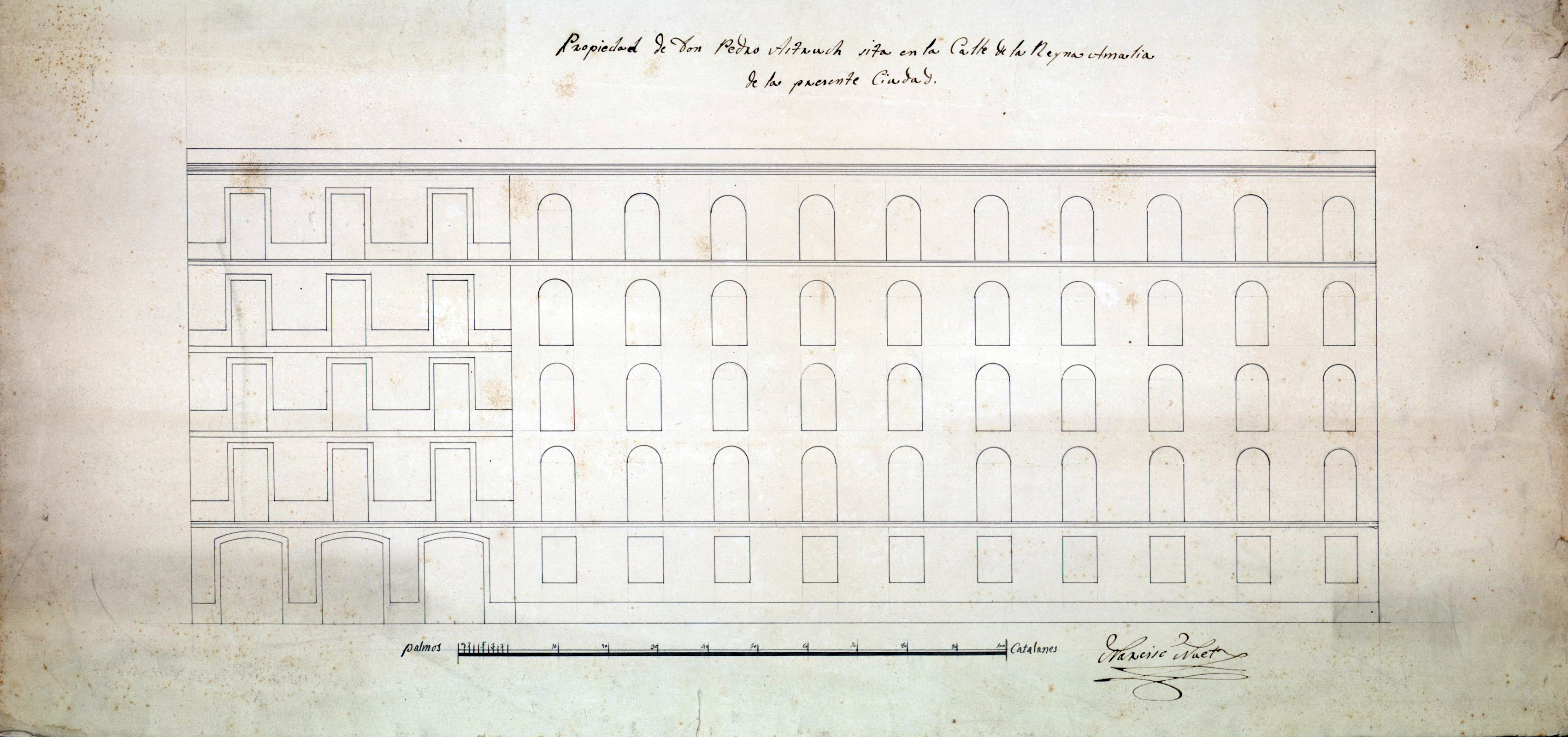
Projecte de façana de la fàbrica de Pere Estruch (1846)

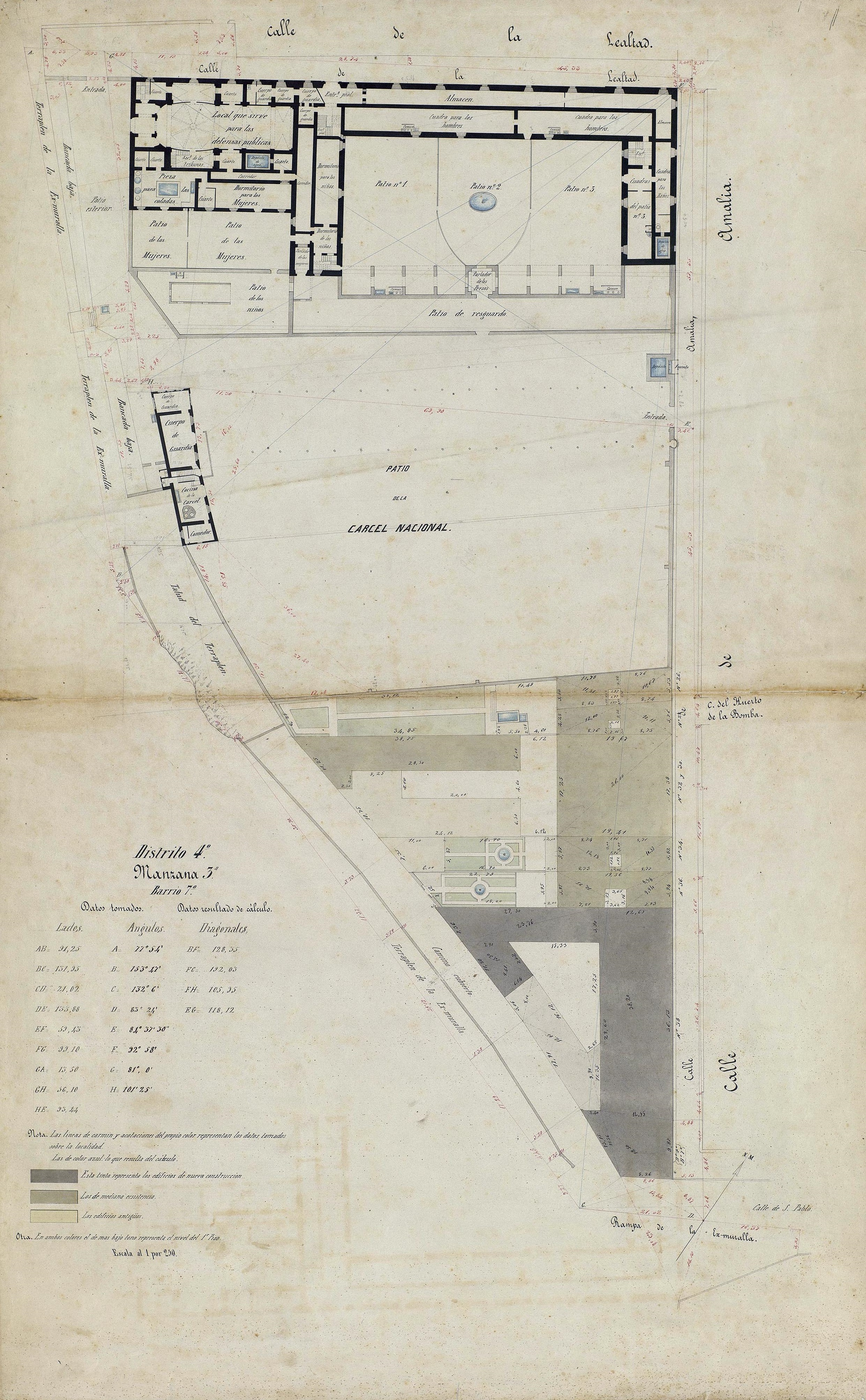
Quarteró núm. 104 de Garriga i Roca (c. 1860)

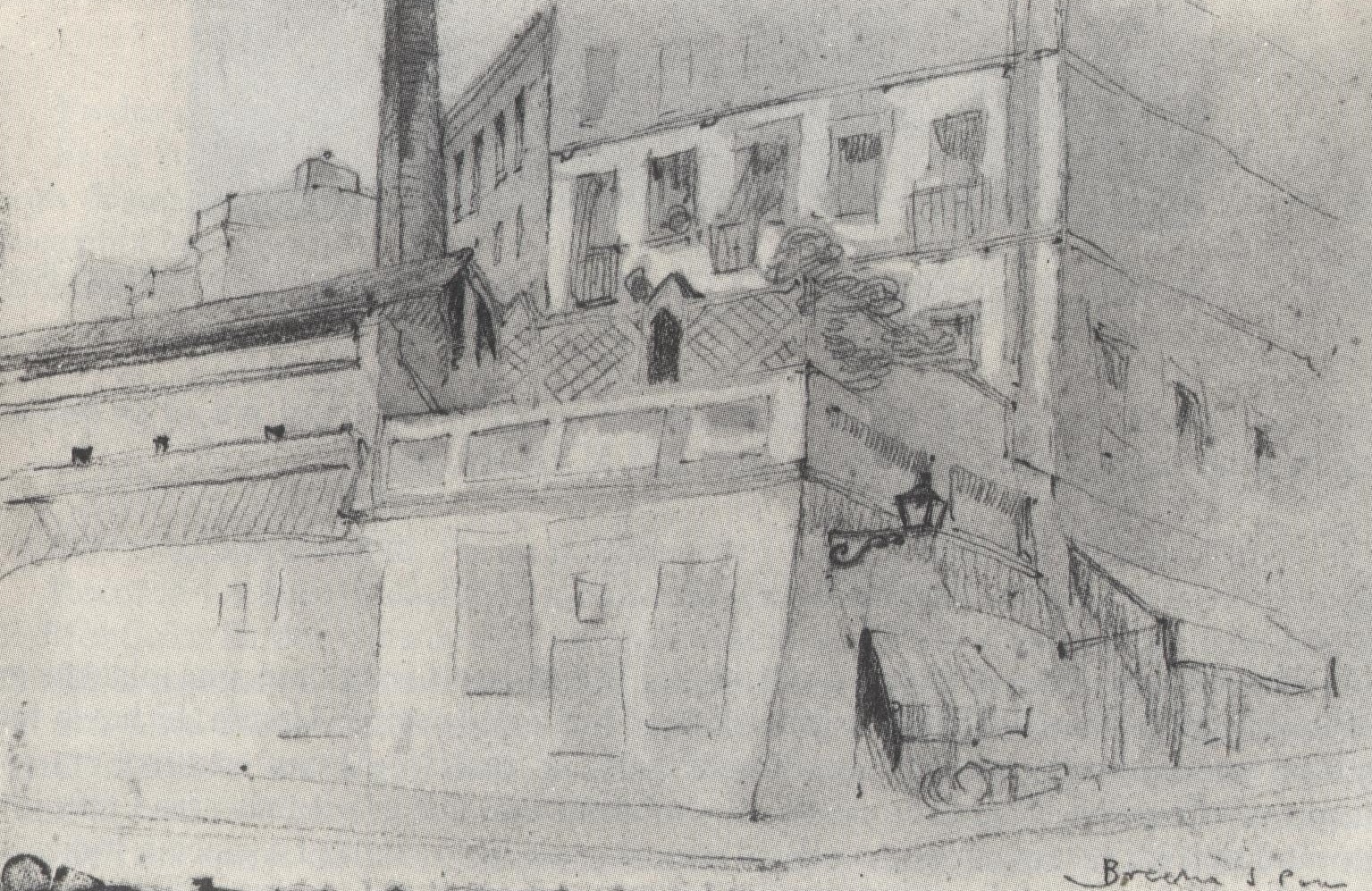
Vista de la fàbrica Estruch des de la bretxa de Sant Pau. Dibuix de Joan Morales i Mas (sense data)

El 1834, l'advocat tarragoní Joan Francesc Besora va demanar permís per a reedificar el frontis de la seva casa i la tanca del jardí al nou carrer de la Reina Amàlia, segons el projecte del mestre d'obres Pere Casals. El 1840, ja mort, les seves filles Joaquima, Maria Josepa, Josepa Antònia (veïnes de Tarragona), Anna Maria i Maria Tecla van establir en emfiteusi la finca a als fabricants de teixits de cotó Marcet i Estruch,. constituïda el 1839 per Joan Marcet i el seu gendre Pere Estruch i Cairells. Els nous propietaris hi van fer construir unes «quadres» a tocar de la rampa de Sant Pau de la muralla de Terra, per la qual cosa van haver d'obtenir el vistiplau de la Comandància d'Enginyers.
El 1842, quan Marcet es va retirar del negoci i van dissoldre la societat, la fàbrica encara no era acabada. La seva participació es va valorar en 9.500 lliures, a pagar en quatre terminis semestrals, i l'immobilitzat en l'edifici en 6.000 lliures (la meitat per les despeses de l'adquisició i l'altra per les obres), que seria remunerada al 6%. El 1843, Estruch va demanar permís per a eixamplar-hi una finestra, segons el projecte del mestre d'obres Jaume Feliu i Castelló, i el 1846, va demanar permís per a instal·lar-hi una màquina de vapor i ampliar la fàbrica, segons el projecte del també mestre d'obres Narcís Nuet, que comportava l'enderrocament de part de l'edifici existent. Segons la carta de pagament de les obres, aquestes van costar 464.134 rals i 15 morabatins, sense comptar el cost de la màquina de vapor de 30 CV.
El 1847, i amb la participació en un 20% del fabricant d'Igualada Francesc d'Assís Mas, es va constituir la societat Pere Estruch i Cia, l'objecte de la qual seria el lloguer de les instal·lacions a d'altres industrials. Tanmateix, serien els mateixos propietaris els principals (si no els únics) llogaters, a través de dues societats: Francesc Mas i Cia, formada per Rafael Masó, Francesc d'Assís Mas i Pere Estruch i dedicada a la filatura, amb 12 màquines mule-jennies i un capital de 4.500 duros en efectiu, i Burrull i Cia, formada per Bonaventura Burrull i Francesc d'Assís Mas i dedicada a la filatura i al tissatge, amb 15 mule-jennies de 120 fusos cadascuna i 39 telers mecànics, i un capital de 26.000 lliures. El 1850, Burrull i Cia va fer una ampliació de capital que incloïa l'adquisició de la maquinària de Francesc Mas i Cia, a més de concedir la signatura per a les compres de cotó i d'admetre Estruch com a soci sense representació ni dels beneficis per la venda de borra.
Pere Estruch va morir sobtadament el 30 de juny del 1852, i la seva participació va passar a mans del seu fill Andreu Estruch i Marcet, aleshores menor d'edat. Aquest va escollir com a curadors ad bona el seu avi patern Valentí Estruch i Paloma (1780-1865), comerciant, i el seu avi matern Joan Marcet. El 1855, Estruch i Mas van acordar la dissolució de la societat, valorant la participació d'aquest darrer en 3.000 duros per la màquina de vapor i 5.200 per l'edifici, dels quals 2.000 es pagarien a l'acte, i la resta al cap d'uns mesos. En la carta de pagament es reconeixia que aquests diners provenien d'un préstec que li havien fet Bonaventura Carulla i Madgalena Burrull i Carulla (vídua i filla de Burrull, respectivament). La maquinària fou venuda a Martí Rodés i Cia, excepte una part, que fou recomprada pel mateix Mas.
Durant aquesta època, la fàbrica va ser llogada a diversos industrials, com ara Francesc Torrescasana i Carbonell, que hi comptava amb fusos de 1200 mule-jennies i 25 operaris, i Martí Rodés i Cia amb fusos de 2400 mule-jennies, 1800 de contínues, 2540 de selfactines i 65 operaris per a la filatura, més 60 telers mecànics i 67 operaris per al tissatge. Posteriorment, Estruch va constituir amb Josep Regordosa la societat Estruch i Regordosa, que es va presentar a l'Exposició del 1860: «233. SS ESTRUCH Y REGORDOSA, Barcelona, calle de Amalia, núm. 38. Cutíes mecánicos, para colchones» El 1873 hi havia la fàbrica de gasoses de Josep Tersa, que va presentar una sol·licitud per a instal·lar-hi una màquina de vapor.
El 1877, Estruch i altres propietaris van demanar la desafectació del terraplè i el camí de ronda de l'antiga muralla de terra al redós de l'antic monestir de Sant Pau del Camp, convertit en caserna. Això va permetre l'inici de la urbanització d'aquest sector, conegut popularment com la «bretxa de Sant Pau» i que comprenia dues illes triangulars del Pla Cerdà entre els carrers de les Flors i de l'Abat Safont. El 1888, s'hi establí la Casa de Lactància i Bressol, fundada el 1880 pels organitzadors de les fires i festes populars d'aquell any i dedicada a la cura dels fills petits dels obrers. No acceptava dides sense un examen microscòpic de la llet, i hi treballaven un administrador, una cuinera, una bugadera, sis bressoleres i quatre mainaderes, quedant la part sanitària a càrrec de deu metges voluntaris.
A finals de segle s'hi va instal·lar la fàbrica de pianos mecànics de Pere Pombia i Cia, succeïda uns anys més tard per Lluís Casali: «Fábrica de Pianos de manubrio. Premiada con medalla de plata en Barcelona, 1888. Gran diploma de mérito en Londres, 1889. Unica en su clase en España que ha obtenido PRIMER PREMIO en Chicago, en 1893, y medalla de oro en San Francisco de California, en 1894. Pianos de varias dimensiones, verticales y cruzados, de nueva invención, pianos con acompañamiento de mandolinas, con privilegio exclusivo por 20 años. Se construyen PIANOS automáticos con bombo, redoblante, platillo, lira y castañuelas. Pídase catálogo.»
Andreu Estruch (que aleshores vivia amb el seu fill Eugeni (1857-1939), enginyer industrial, al passatge dels Escudellers) va morir el 6 de gener del 1899, i la fàbrica va passar a mans de la vídua Ramona Baulenas, que va posar-ne en lloguer tots els espais. Així, el 1900 hi havia la societat Closas, Maynon i Forns, dedicada a la torneria de fusta i que va demanar permís per a instal·lar-hi una màquina de vapor de 4 CV, segons el projecte de l'enginyer Gaspar Forcades. Tanmateix, una inspecció de l'any següent va clausurar l'activitat per no complir les condicions mínimes de seguretat, i l'espai es va tornar a posar en lloguer.
El 2002, la propietat va ser adquirida per REGESA, que la va incloure en el Pla d’actuació d’habitatge social per Ciutat Vella (2004-2007) per a construir-hi 30 habitatges socials. Aquesta actuació ha comportat l'enderroc de l'edifici d'habitatges, substituït per un de nova planta, i la rehabilitació de la fàbrica, de la qual només s'han conservat les façanes, tot i que l'última planta (originalment unes golfes) ha estat refeta, i la xemeneia.